# 伊丹続堅
伊丹 続堅（いたみ つぐかた、? - 天文22年〈1553年〉12月）は、戦国時代の武将。能登畠山氏の家臣。宗右衛門尉。畠山七人衆の一人。

## 経歴
伊丹氏の出自ははっきりしない。畠山義総の頃から畠山氏家臣として活動する伊丹氏の姿が見られ、伊丹彦四郎の名が確認できる。
天文19年（1550年）から翌天文20年（1551年）3月にかけて、「七頭」と呼ばれる畠山家臣7人が主君の畠山義続に対し反乱を起こした。この七頭の中に、続堅を示す「伊丹殿」の名が見える（『棘林志』）。この反乱後、続堅を含む七頭は「七人衆」と呼ばれて畠山家中を主導し、7人の連署で奉書を発給するなどしている。
天文22年（1553年）12月、七人衆を構成する遊佐続光・平総知と共に、続堅は加賀へと出奔した。続堅らは畠山駿河の子息を擁し、加賀一向一揆などの援軍を得て能登へと侵攻したが、大槻・一宮合戦で敗れ、続堅は討死した。
この後、弘治2年（1556年）1月、畠山氏の奉行人連署配符状にて鳳至郡諸橋六郷の給人衆が七尾城増築のための構柵木調達を命じられているが、宛所となる給人衆の中に「伊丹殿」の名がある（「三宅賢一家文書」）。天文24年（弘治元年、1555年）に、越前に逃れていた遊佐続光が能登に帰参した際、伊丹氏も許されたものとみられる。